# Дейв Катлер
Девід Ніл Катлер-старший (англ. David Neil Cutler Sr.; нар. 13 березня 1942) — американський інженер-програміст. Він розробив кілька комп'ютерних операційних систем, а саме Windows NT від Microsoft і RSX-11M, VAXELN і VMS від Digital Equipment Corporation.

## Біографія
Катлер народився у Лансінгу, штат Мічиган, і виріс у Девітті, штат Мічиган. Після закінчення Оліветського приватного коледжу у 1965 році він пішов працювати у DuPont.
Катлер має принаймні 20 патентів і викладає на факультеті комп'ютерних наук Вашингтонського університету.
Катлер — завзятий автогонщик. Він брав участь в Атлантичному чемпіонаті з 1996 до 2002 рік, показавши найкращий особистий результат — 8-е місце на Мілвокі Майл у 2000 році.
У 1994 році Катлер став членом Національної інженерної академії за розробку та проєкт комерційно успішних операційних систем.

## DuPont (1965—1971)
Катлер познайомився з комп'ютерами, коли йому доручили створити модель чисельного моделювання для одного з клієнтів DuPont мовою IBM GPSS-3 на моделі IBM 7044. Ця робота викликала інтерес до того, як працюють комп'ютери та їхні операційні системи.

## Digital Equipment Corporation (1971—1988)
Катлер залишив DuPont заради продовження кар'єри у сфері комп'ютерних систем. У 1971 році він влаштувався у Digital Equipment Corporation, отримавши місце на знаменитому заводі «Мілл» у Мейнарді.

### RSX-11M
З 1971 до 1976 року Катлер очолював проєкт операційної системи реального часу RSX-11M. Принципи застосовані у цій системі пізніше з'явилися у VMS і Windows NT.

### VMS
У квітні 1975 року DEC розпочав проєкт під кодовою назвою Star розробки 32-бітової архітектури VAX для PDP-11. У червні 1975 року Катлер разом з Діком Гастведтом і Пітером Ліпманом очолили проєкт під кодовою назвою Starlet з розробки абсолютно нової оперативної системи для сімейства процесорів Star. Ці два проєкти були тісно інтегровані з самого початку.
Технічні керівники проєкту Star і Starlet сформували «Blue Ribbon Committee» у DEC, разом досягли значних успіхів, зокрема спростили схеми керування пам'яттю та планування процесів, а також розробили супермінікомп'ютер VAX-11/780 й операційну систему VAX/VMS відповідно.

### Проєкти PRISM і MICA
У 1986 році DEC почав працювати над новим ЦП, використовуючи принципи RISC. Катлер, який працював на заводі DECwest у Белв'ю, був обраний керівником PRISM, проєкту з розробки машини компанії RISC. Його операційна система під кодовою назвою MICA мала втілювати принципи дизайну нового покоління та мати рівень сумісності для Unix і VMS. Машина RISC мала базуватися на технології емітерно-зв'язаної логіки (ECL) і була одним із трьох проєктів ECL над якими працювали у DEC.
Фінансування досліджень і розробок кількох проєктів ECL, які конкуруватимуть один з одним, було непростим завданням. З трьох проєктів ECL VAX 9000 був єдиним, який був безпосередньо комерціалізований. Це пов'язано з успіхом передового проєкту PMAX, тому PRISM згорнули у 1988 році на його користь.
Пізніше PRISM стала основою сімейства комп'ютерних систем Alpha компанії DEC.

### Ставлення до Unix
Катлер відомий своєю зневагою до Unix. Один член команди, який з ним працював, сказав:
Unix схожий на вічного ворога Катлера. Це схоже на його Моріарті. Для нього Unix - небажана операційна система розроблена комітетом докторів наук. За нею ніколи не стояв хтось один, і це видно. Тому він завжди був незацікавлений у Unix.

## Microsoft

### Microsoft Windows NT
У жовтні 1988 року Катлер залишив DEC, перейшовши у Microsoft й очолив розробку Windows NT. Пізніше він працював над Windows NT, розраховану на 64-розрядну архітектуру DEC Alpha, а потім над Windows 2000. Після згортання підтримки Windows на Alpha (і припинення DEC) він зіграв важливу роль у перенесенні Windows на нову 64-бітну архітектуру AMD AMD64. Він брав участь у випусках Windows XP Pro x64 і Windows Server 2003 SP1 x64. У серпні 2006 року він перейшов до роботи над Live Platform Microsoft. Катлер отримав престижний статус старшого технічного співробітника Microsoft.

### Microsoft Windows Azure
На професійній конференції розробників 2008 року Microsoft анонсувала Azure Services Platform, хмарну операційну систему, яку розробляла Microsoft. Під час основної доповіді конференції Катлер був згаданий як провідний розробник проєкту разом з Амітабхом Шріваставою.

### Microsoft Xbox
У січні 2012 року представник Microsoft підтвердив, що Катлер більше не працює над Windows Azure, а приєднався до команди Xbox. У травні 2013 року Microsoft анонсувала консоль Xbox One, і було згадано, що Катлер працював над розробкою основної ОС для нового ігрового пристрою. Його робота була зосереджена на створенні оптимізованої версії ОС Hyper-V Host від Microsoft, спеціально розробленої для Xbox One.

## Нагороди
- Визнаний лавреатом Національної медалі за технології й інновації 2007 року, нагороджений 29 вересня 2008 року на церемонії у Білому домі[14][15].
- 16 квітня 2016 року отримав престижну нагороду Музею історії комп'ютерів у Маунтін-В'ю[16].